# Paola Turbay

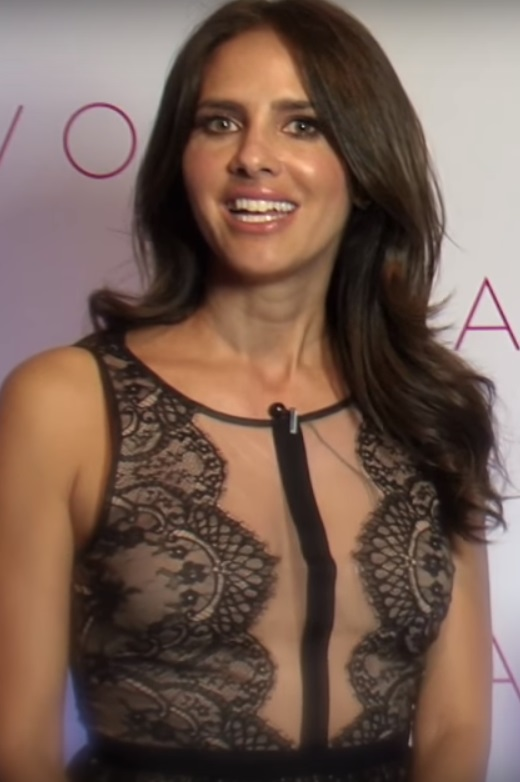
Paola Turbay (2013)

Paola Turbay Gómez (* 29. November 1970 in Houston, Texas) ist eine kolumbianisch-US-amerikanische Schauspielerin, Fernsehmoderatorin und ein Model.

## Leben
Turbay wurde am 29. November 1970 in Houston geboren. Sie ist eine entfernte Verwandte von Julio César Turbay Ayala. 1991 gewann sie den Schönheitswettbewerb in Bogotá und trat als „Miss Bogotá“ beim Schönheitswettbewerb „Miss Colombia“ an und konnte diesen Titel ebenfalls für sich gewinnen. 1992 wurde sie Zweitplatzierte bei der „Miss Universe“-Wahl. Sie studierte Psychologie an der Universidad de los Andes und konzentrierte sich im Anschluss auf ihre Modellaufbahn. Als Moderatorin fand sie den Weg in die Unterhaltungsnachrichtensendungen der Nachrichtensendungen Noticias QAP und Noticiero C. Seit dem 24. Dezember 1994 ist sie mit Alejandro Estrada verheiratet. Die beiden sind Eltern zweier Kinder.
Sie absolvierte ein Schauspielstudium in Hollywood, Florida. Mitte der 1990er Jahre gab sie ihr Schauspieldebüt. 2005 moderierte Turbay gemeinsam mit Miguel Varoni den nationalen Schönheitswettbewerb. 2006 moderierte sie die kolumbianische Version von Dancing with the Stars, Bailando por un Sueño.
Turbay stellte 2002 in 130 Episoden der Fernsehserie Noticias calientes die Rolle der Maria Ximena Orozco dar. Zwei Jahre später verkörperte sie in 139 Episoden die wiederkehrende Rolle der Luciana Rivas in der Fernsehserie Las noches de Luciana. 2007 erhielt sie eine Filmrolle in Die Liebe in den Zeiten der Cholera. 2009 spielte sie die Krankenschwester Huxley im Fernsehzweiteiler Meteoriten – Apokalypse aus dem All. Größere, wiederkehrende Rollen erhielt sie in der Folge in den US-amerikanischen Fernsehserien The Closer, Royal Pains, True Blood oder Bosch. Seit 2022 ist sie in der Rolle der Ana Ocampo in der Fernsehserie Ana de nadie zu sehen.

## Filmografie (Auswahl)
- 1994: O todos en la cama (Fernsehserie, 3 Episoden)
- 1995: Leche (Fernsehserie, Episode 1x01)
- 2001: Eco moda (Fernsehserie)
- 2002: Noticias calientes (Fernsehserie, 130 Episoden)
- 2004: Perder es cuestión de método
- 2004: Las noches de Luciana (Fernsehserie, 139 Episoden)
- 2005: Lenny, der Wunderhund (Lenny the Wonder Dog)
- 2007: Die Liebe in den Zeiten der Cholera (Love in the Time of Cholera)
- 2007: Cane (Fernsehserie, 13 Episoden)
- 2008: Californication (Fernsehserie, Episode 2x08)
- 2008: Novel Adventures (Fernsehserie, 8 Episoden)
- 2008–2012: The Secret Life of the American Teenager (Fernsehserie, 31 Episoden)
- 2009: Meteoriten – Apokalypse aus dem All (Meteor, Fernsehzweiteiler)
- 2009: The Cleaner (Fernsehserie, Episode 2x11)
- 2009–2010: The Closer (Fernsehserie, 3 Episoden)
- 2010–2016: Royal Pains (Fernsehserie, 15 Episoden)
- 2011: The Mentalist (Fernsehserie, Episode 3x11)
- 2011: True Blood (Fernsehserie, 8 Episoden)
- 2011: Mamá tómate la sopa
- 2013: Mentiras Perfectas (Fernsehserie, 14 Episoden)
- 2014: Killer Women (Fernsehserie, Episode 1x04)
- 2017: Los Oriyinales
- 2017: The Blacklist (Fernsehserie, Episode 4x16)
- 2017: Bosch (Fernsehserie, 9 Episoden)
- seit 2022: Ana de nadie (Fernsehserie)